# Кладурово
Кладурово (на сръбски: Кладурово или Kladurovo) е село в Сърбия, община Петровац на Млава. В 2002 година селото има 476 жители, от които 300 власи, 133 сърби, 7 югославяни, 3 румънци, 1 македонец и 15 други.

## История
При избухването на Балканската война в 1912 година един човек от Кладурово е доброволец в Македоно-одринското опълчение.

## Личности
Родени в Кладурово
- Стоядин Трайлевич (1892 – ?), македоно-одрински опълченец, 3 рота на 4 битолска дружина[2]